# József Kovács (cestista)
József Kovács (Baja, 11 gennaio 1937 – 4 giugno 2016) è stato un cestista e allenatore di pallacanestro ungherese.

## Carriera
Ha partecipato a tre edizioni dei campionati europei (1961, 1967, 1969).